# Krainer Greiskraut
Das Krainer Greiskraut (Jacobaea incana (L.) Veldkamp subsp. carniolica (Willd.) B.Nord. & Greuter, Syn.: Senecio incanus subsp. carniolicus) ist eine Unterart der Pflanzenart Graues Greiskraut (Jacobaea incana) aus der Gattung Jacobaea innerhalb der Familie der Korbblütler (Asteraceae). Es wird in Österreich auch als Gelber Speik bezeichnet.

## Beschreibung

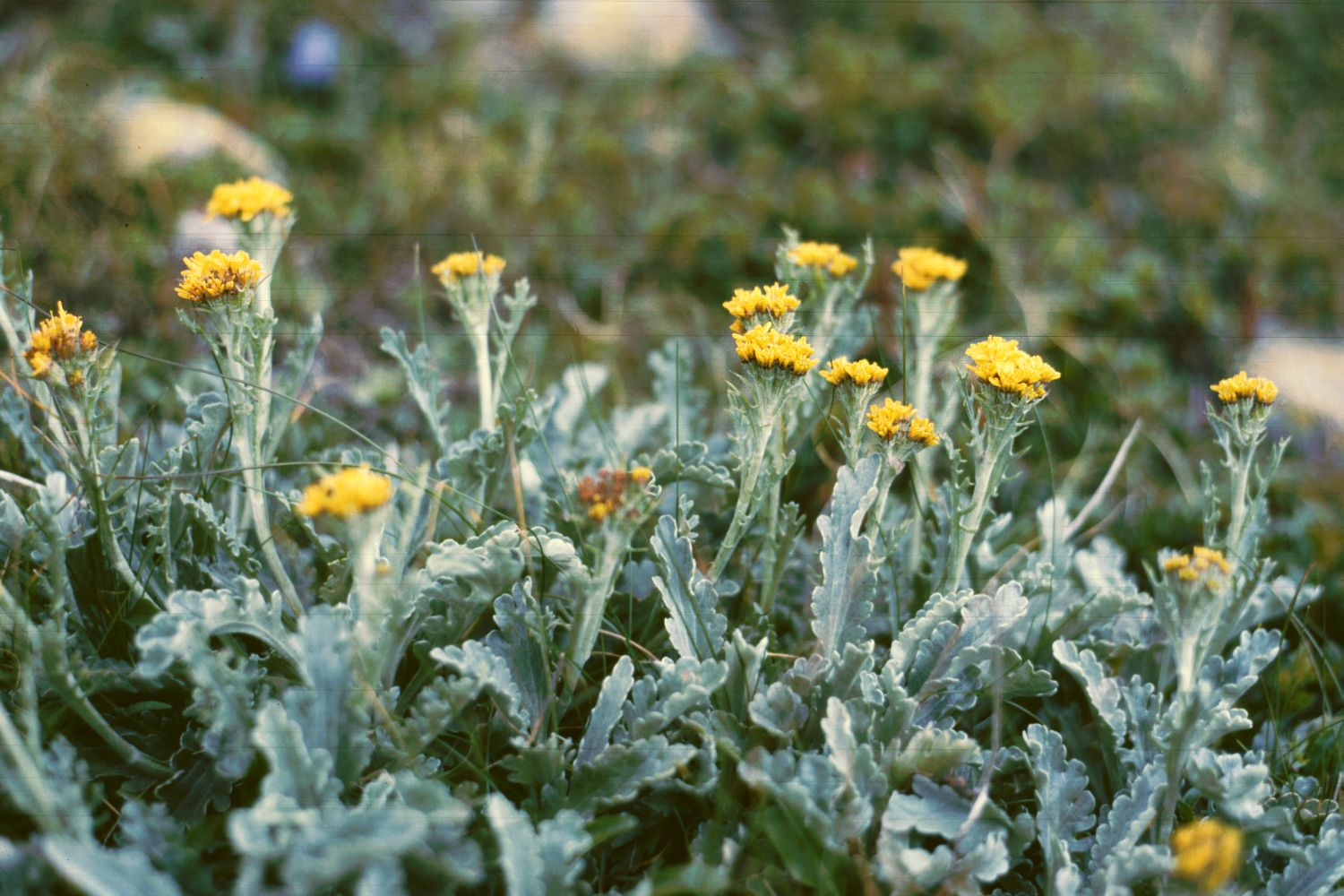
Mehrere Exemplare des Krainer Greiskrauts

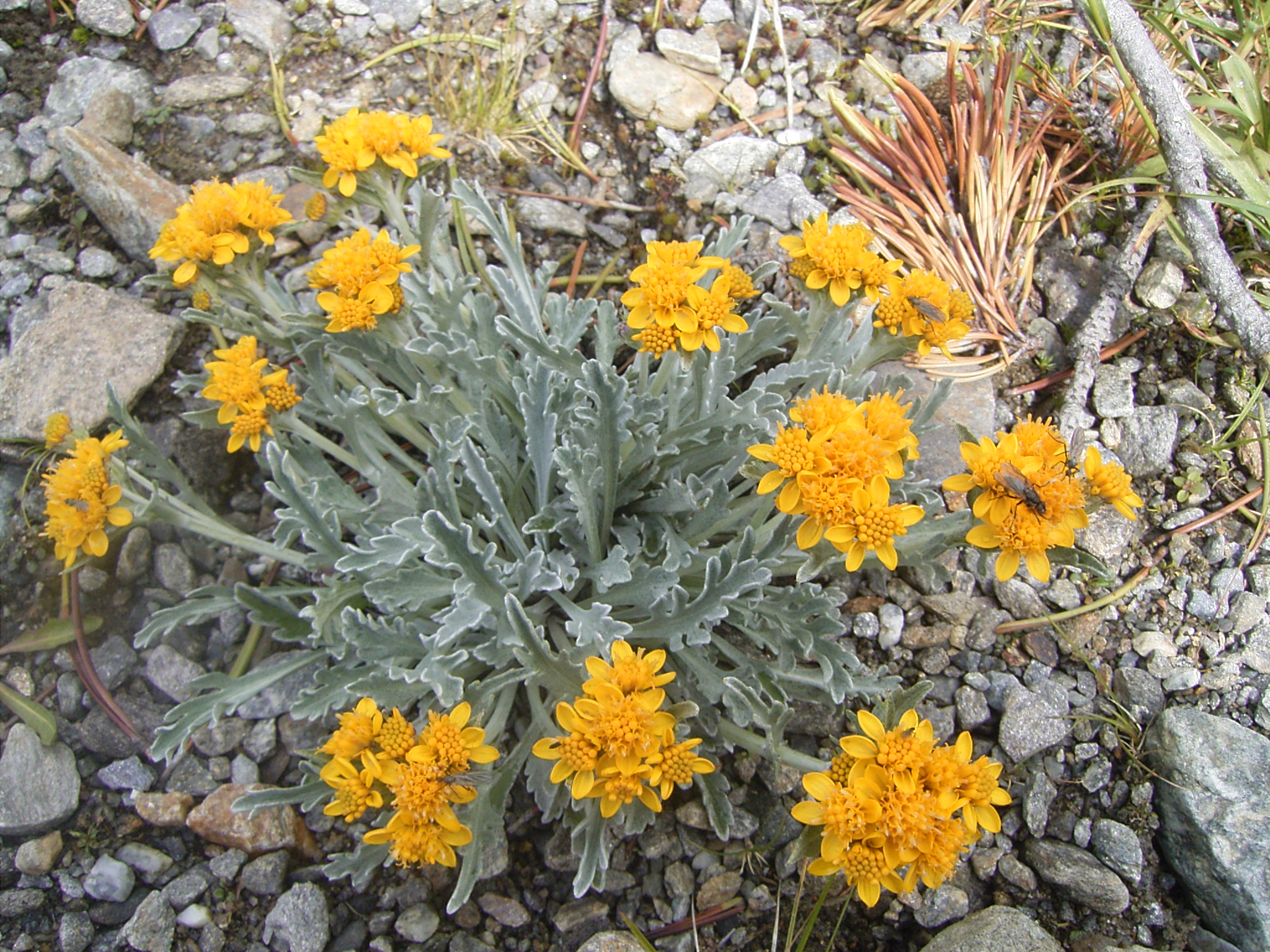
Krainer Greiskraut im Ötztal in Tirol

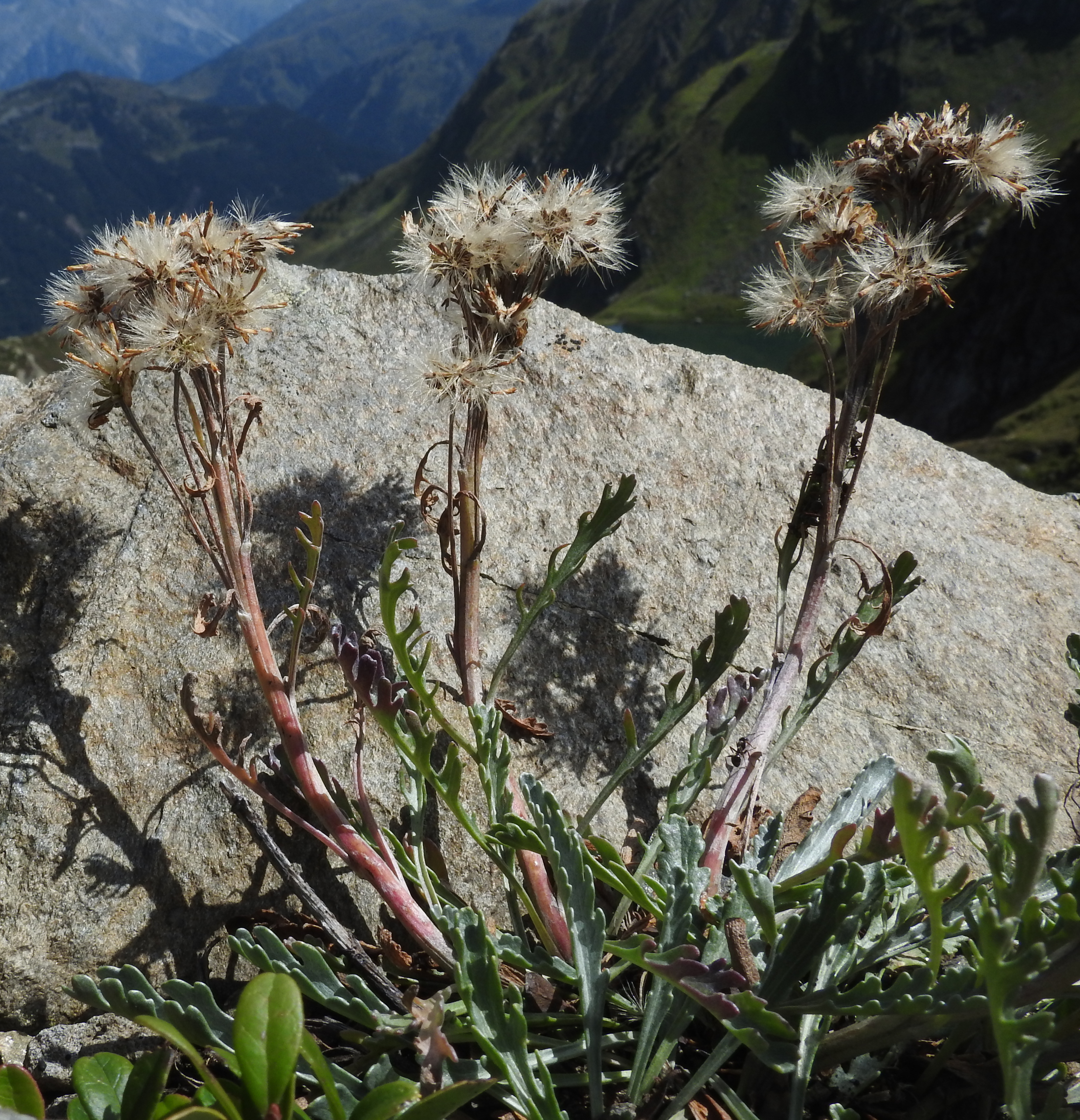
Krainer Greiskraut fruchtend bei Schruns in Vorarlberg

### Vegetative Merkmale
Das Krainer Greiskraut wächst ausdauernd krautige Pflanze und erreicht Wuchshöhen von 5 bis 15 Zentimeter. Die oberirdischen Pflanzenteile sind graufilzig behaart bis kahl. Die Grundblätter sind in einer Rosette angeordnet, die wechselständigen Stängelblätter sind ganzrandig oder bis zur Mitte fiederlappig. Die grundständigen und die untersten Stängelblätter sind keilig verkehrt-eiförmig, sie sind kerbig eingeschnitten bis kurz fiederlappig. Die oberen Stängelblätter sind einfach fiederteilig mit linealen spitzen Abschnitten; die obersten können ungeteilt sein.

### Generative Merkmale
Die Blütezeit reicht von Juli bis September. Die körbchenförmigen Blütenstände stehen zu 3 bis 15 in einem kopfigen doldentraubigen Gesamtblütenstand zusammen. Die inneren Hüllblätter besitzen eine rote Spitze. Der Blütenkorb besitzt einen Durchmesser von 10 bis 20 Millimetern und enthält drei bis sechs Zungen- und fünf bis zehn Röhrenblüten, die beide gelb bis orangegelb sind. Die Zungenblüten sind weiblich und 5 bis 8 Millimeter lang. Die Röhrenblüten sind zwittrig. Die Achänen sind kahl.
Die Chromosomenzahl beträgt 2n = 120.

## Ökologie
Noch in Hochlagen vn 3250 Metern kommt die Art noch zu völliger Fruchtreife. Am Piz Linard wurde noch in 3060 Meter Meereshöhe reichlicher Fliegenbesuch beobachtet.

## Vorkommen
Das Krainer Greiskraut gedeiht in den Ostalpen und in den Karpaten. Vom Krainer Greiskraut gibt es Fundortangaben für die Länder Deutschland, Schweiz, Österreich, Italien, Slowenien, Polen, Slowakei, Rumänien und Ukraine.
In Österreich ist es häufig bis zerstreut von der subalpinen bis alpinen Höhenstufe in den Bundesländern Oberösterreich, Steiermark, Kärnten, Salzburg, Tirol und Vorarlberg. Es ist besonders in den Zentralalpen verbreitet. In ganz Krain, von wo sich der Name der Unterart ableitet, und ganz Slowenien ist diese Sippe mangels geeigneter, silikatischer Substrate nur auf den Weinasch in den Karawanken beschränkt.
In Deutschland kommt das Krainer Greiskraut nur in den Allgäuer Alpen in Höhenlagen von 1800 bis 2350 Metern auf Hornstein, Sandstein oder dunklen Schiefern vor. Insgesamt ist es dort sehr selten und durch Weidebetrieb und Tourismus bedroht. In Bayern ist die Sippe vielleicht schon vernichtet.
Als Standort bevorzugt diese kalkmeidende Art trockene steinige Rasen, Moränen und Schutt. Es ist eine Charakterart des Primulo-Caricetum curvulae aus dem Verband Caricion curvulae, kommt aber auch in hochgelegenen Nardion-Gesellschaften vor. In oberösterreichischen Kalkalpen tritt es nur in den stark versauerten Polsterseggenrasen der Warscheneck-Hochlagen auf.
Da Krainer Greiskraut steigt in Südtirol im Pfossental bis 3040 Meter und in Graubünden am Piz Linard bis 3265 Meter Meereshöhe auf.
Die ökologischen Zeigerwerte nach Landolt et al. 2010 sind in der Schweiz: Feuchtezahl F = 2 (mäßig trocken), Lichtzahl L = 5 (sehr hell), Reaktionszahl R = 2 (sauer), Temperaturzahl T = 1 (alpin und nival), Nährstoffzahl N = 2 (nährstoffarm), Kontinentalitätszahl K = 4 (subkontinental).